# 668 a.C.
Il 668 a.C. (DCLXVIII a.C. in numeri romani) è un anno  del VII secolo a.C.

## Eventi
- Grecia: Terminano le guerre di Sparta contro la Messenia, cominciate nel 735 a.C. . La Messenia viene sottomessa a Sparta e la città rinuncia ad ulteriori espansioni.